# Castello dei conti di Fiandra
Il castello dei conti di Fiandra, in neerlandese Gravensteen,  è un castello medievale della città belga di Gand/Gent, nelle Fiandre orientali. Venne fatto costruire intorno al 1180 da Filippo d'Alsazia sui resti di un precedente castello del IX secolo secondo lo stile dei forti dei Crociati in Siria. Venne completamente restaurato nel XIX - XX secolo.
L'edificio rappresentò il "centro di potere" dei conti di Fiandra nel corso di tutto il Medioevo ed è l'unico castello medievale fatto costruire dai conti di Fiandra che si sia conservato pressoché intatto.

## Storia e descrizione

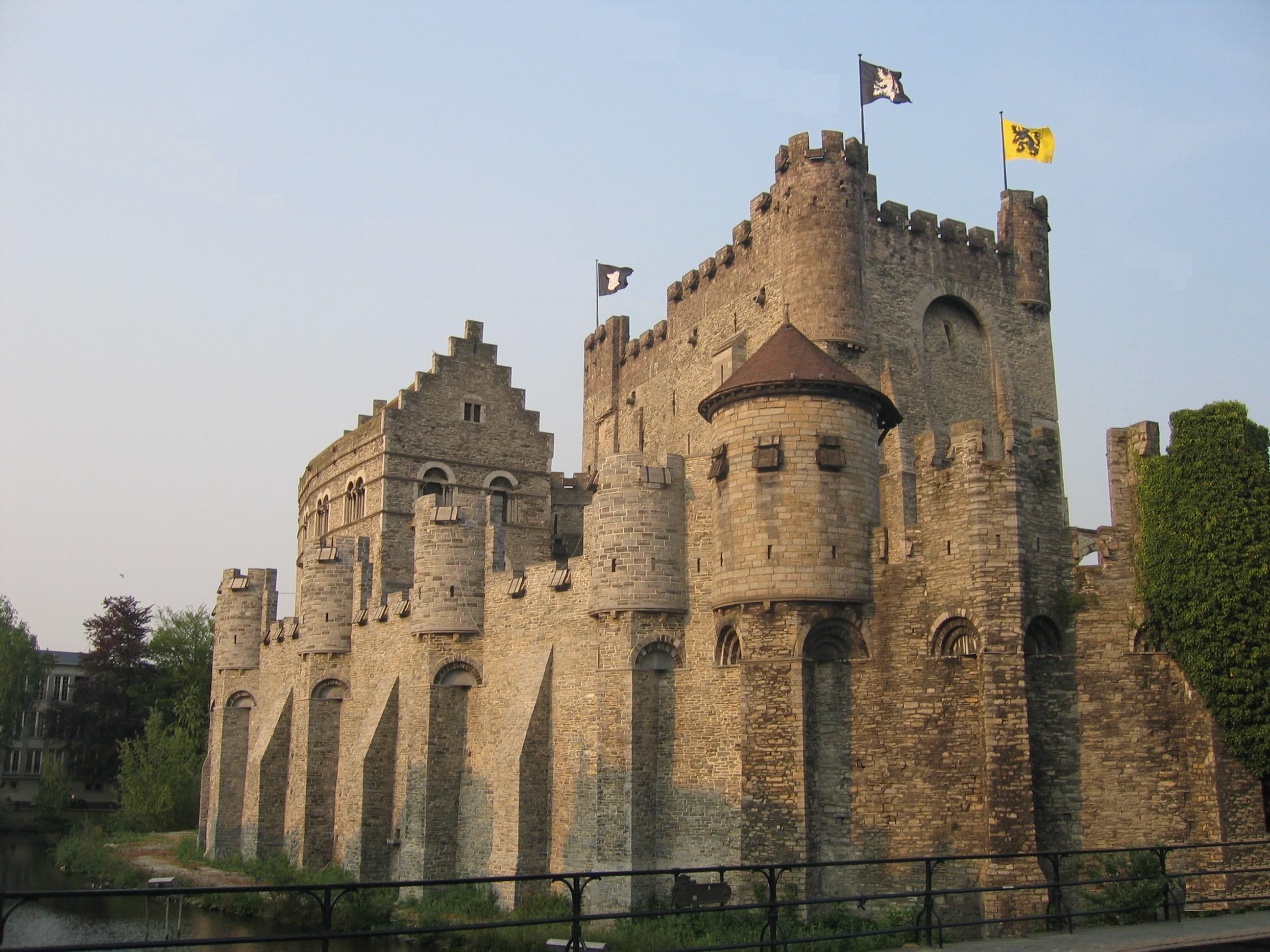
Veduta delle mura col fossato

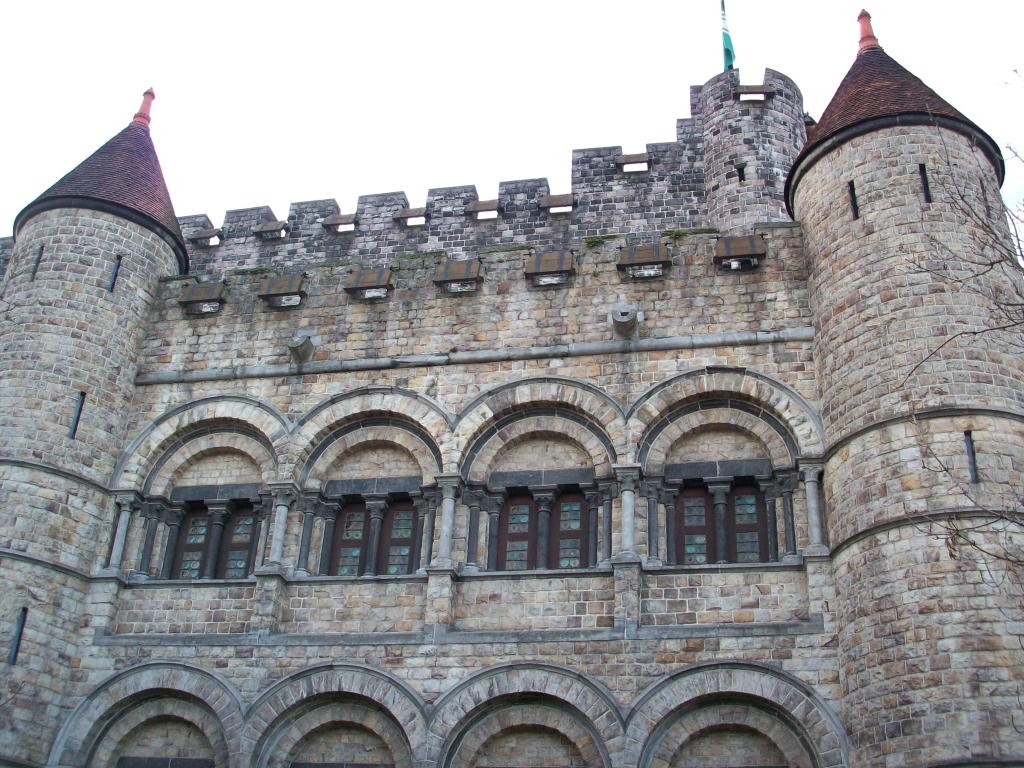
Le finestre degli appartamenti comitali, nel mastio

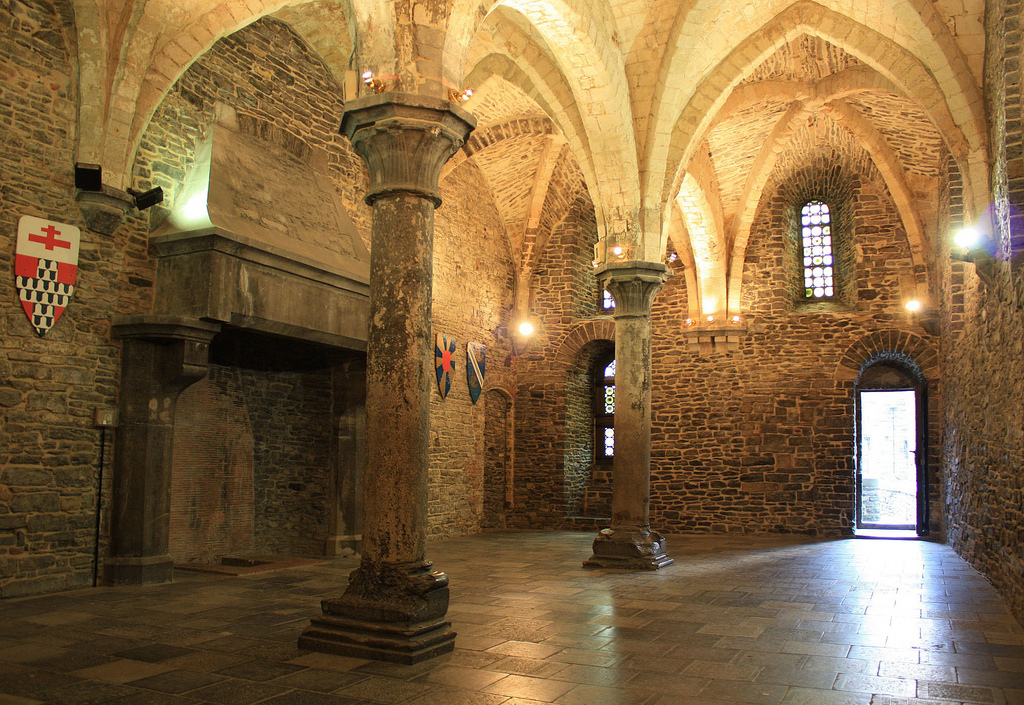
Una sala interna

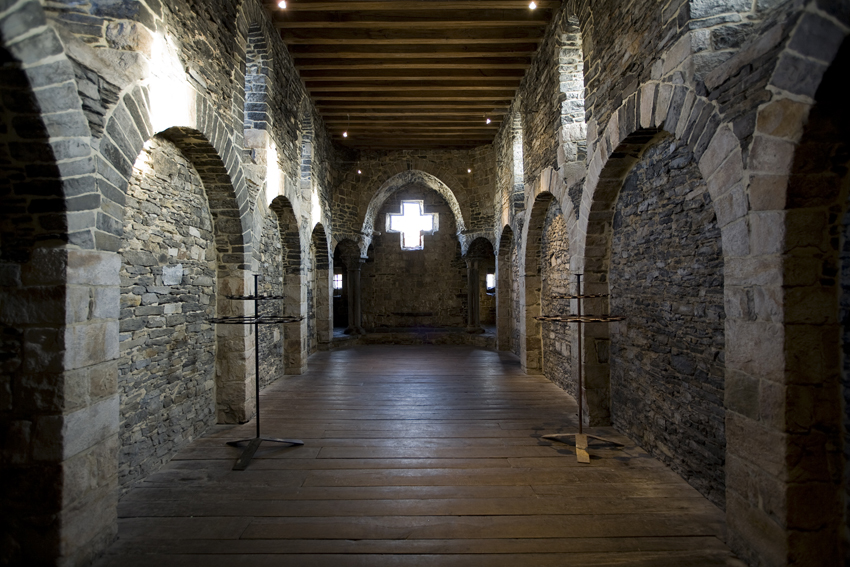
La Cappella

Un primo forte, in legno, venne eretto in questo luogo, alla confluenza dei due fiumi Leie e Schelda, da Baldovino Braccio di Ferro nell'867 al fine di difendere la città dagli attacchi continui dei Vichinghi, ma che sarà devastato già nell'879. I normanni vennero definitivamente fermati a Lovanio nell'autunno dell'891; come riportato dagli Annales Vedastini, una serie di Annali riguardanti la Lotaringia scritti intorno al X secolo dai monaci dell'Abbazia di Saint-Vaast ad Arras in Francia.
All'inizio del X secolo, allora, Arnolfo I di Fiandra vi ricostruisce quello che sarà il primo vero precursore dell'attuale castello, e lo cede in gestione a dei castellani ereditari, i Wenemar, sotto il controllo dell'Abbazia di San Pietro. Ben presto attorno alla fortezza e lungo il fiume Leie crebbe un villaggio, l'Oudburg, il nucleo più antico da cui si sviluppò la città di Gand. Si ergeva su un terrapieno rinforzato da pali di legno, e si presentava come un grande edificio centrale con vari annessi tra cui magazzini destinati allo stoccaggio di grano e altri prodotti alimentari. Tutti gli edifici erano di legno.
Fu il conte Roberto I delle Fiandre a convertire drasticamente la costruzione in castello. Infatti Roberto I sostituì il corpo centrale ligneo con un grosso torrione di pietra di 33 per 18,8 metri. Era una costruzione a tre piani costituiti da tre ampie sale l'una disposta sopra l'altra e collegate da un monumentale scalone in pietra con aperture; caminetti murali e latrine sottolineano il lusso del tempo. Altre trasformazioni seguirono, soprattutto con lo scavo del fossato tutt'attorno e l'elevazione del terrapieno fino a farlo divenire una vera e propria motta. Infatti la sala del pianterreno ben presto si trovò a diventarne la cantina, e intorno ad un piazzale erano disposti gli altri edifici in legno. Tuttavia un grande incendio distrusse il tutto nel 1176.
Sarà infine il conte Filippo d'Alsazia a costruire l'attuale castello a partire dal 1180 circa. La fortificazione venne ispirata a quelle siriane erette dai Crociati.
La collina-motta venne alzata e ampliata come base per una nuova serie di annessi in legno. Al centro venne costruito il mastio, poderoso torrione di circa 30 m, circondato da una cinta muraria dotata di 24 torri sporgenti e aperta da una porta d'accesso fortificata. Per la costruzione vennero utilizzate pietre diverse che hanno conferito all'architettura militare quel cromismo particolare da trasformarlo nel segno inconfondibile del potere del conte nella Gand fiera e turbolenta del Medioevo.
Nel XIV secolo, col conte Luigi di Male, la residenza signorile venne trasferita al nuovo Hof ten Walle (divenuto successivamente Prinsenhof, dove il 24 febbraio 1500 nacque l'imperatore Carlo e oggi distrutto), circondato da vasti giardini e più confortevole. Il castello conservò, comunque, la sua funzione generale di gestione nella contea delle Fiandre. Dal 1353 vi fu trasferita la Zecca di Gand e dal 1407 anche il Raad van Vlaanderen, "Consiglio delle Fiandre", la più alta corte della contea accorpata nel 1473 a quella di Mechelen. In seguito il castello sarà utilizzato come prigione.
L'imperatore Carlo V s'installerà al castello durante la repressione della rivolta del 1539, come dimostrazione di castigo della città. Da lì molte case furono costruite contro le mura del castello e alcune delle sue pietre furono utilizzate per costruire altri edifici. Dalla fine del XVIII secolo, il castello ospiterà una tessitura di cotone fino a che nel XIX secolo fu addirittura prevista la sua demolizione. Nel 1872 il barone August de Maere organizzò una forte opposizione alla demolizione del castello e riuscì a salvarlo. Nel 1885 sarà acquistato dal Comune di Gand che inizierà un generale restauro durato fino al 1889. Le costruzioni sorte attorno vennero abbattute e tutto il complesso venne restaurato e ricostruito nelle parti andate distrutte.
Oggi costituisce uno dei più bei castelli medievali del Belgio, e ospita al suo interno gli appartamenti dei conti, la sala delle udienze e le prigioni. Inoltre vi è custodita anche una collezione di strumenti di tortura.

## Galleria d'immagini

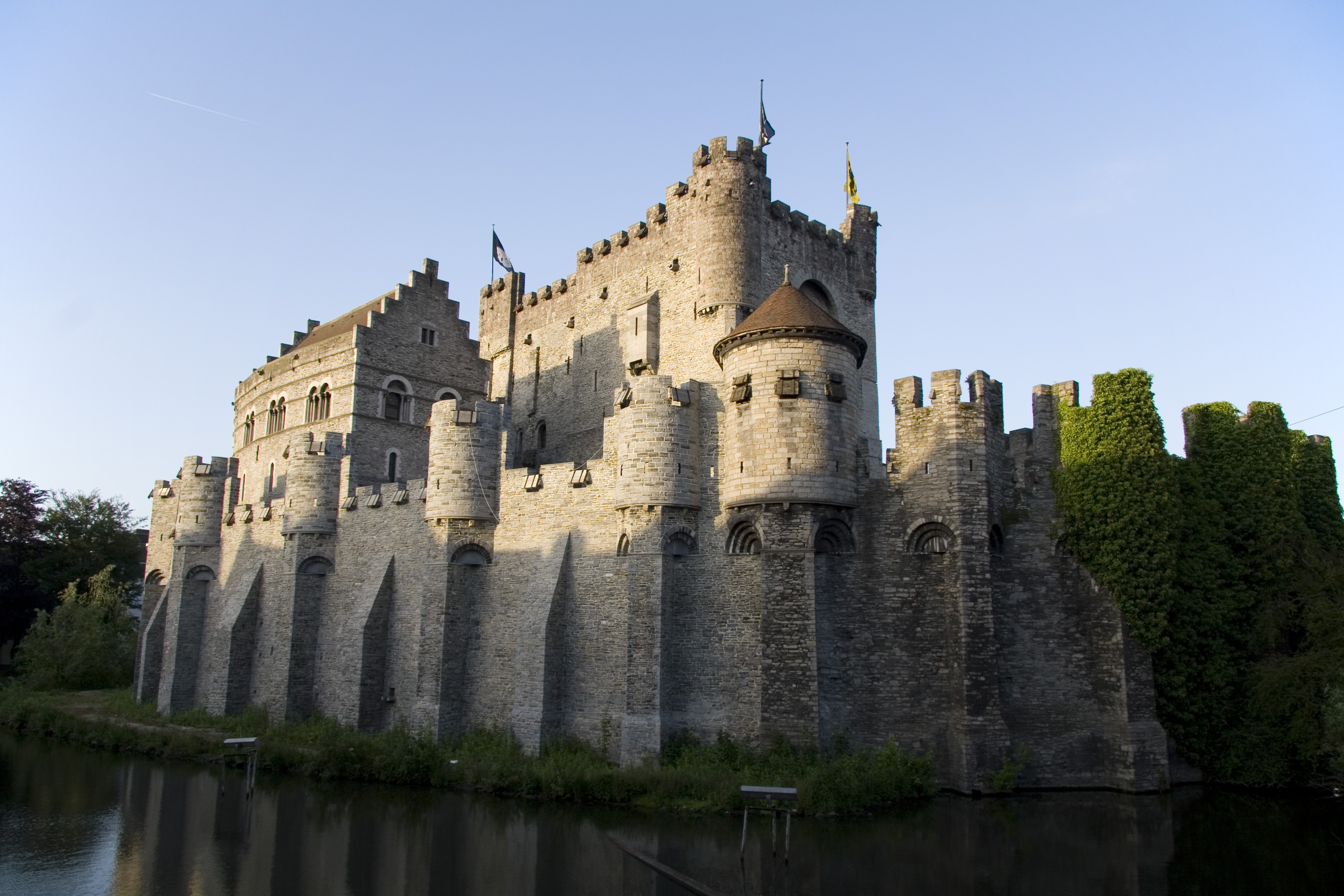
Veduta d'insieme
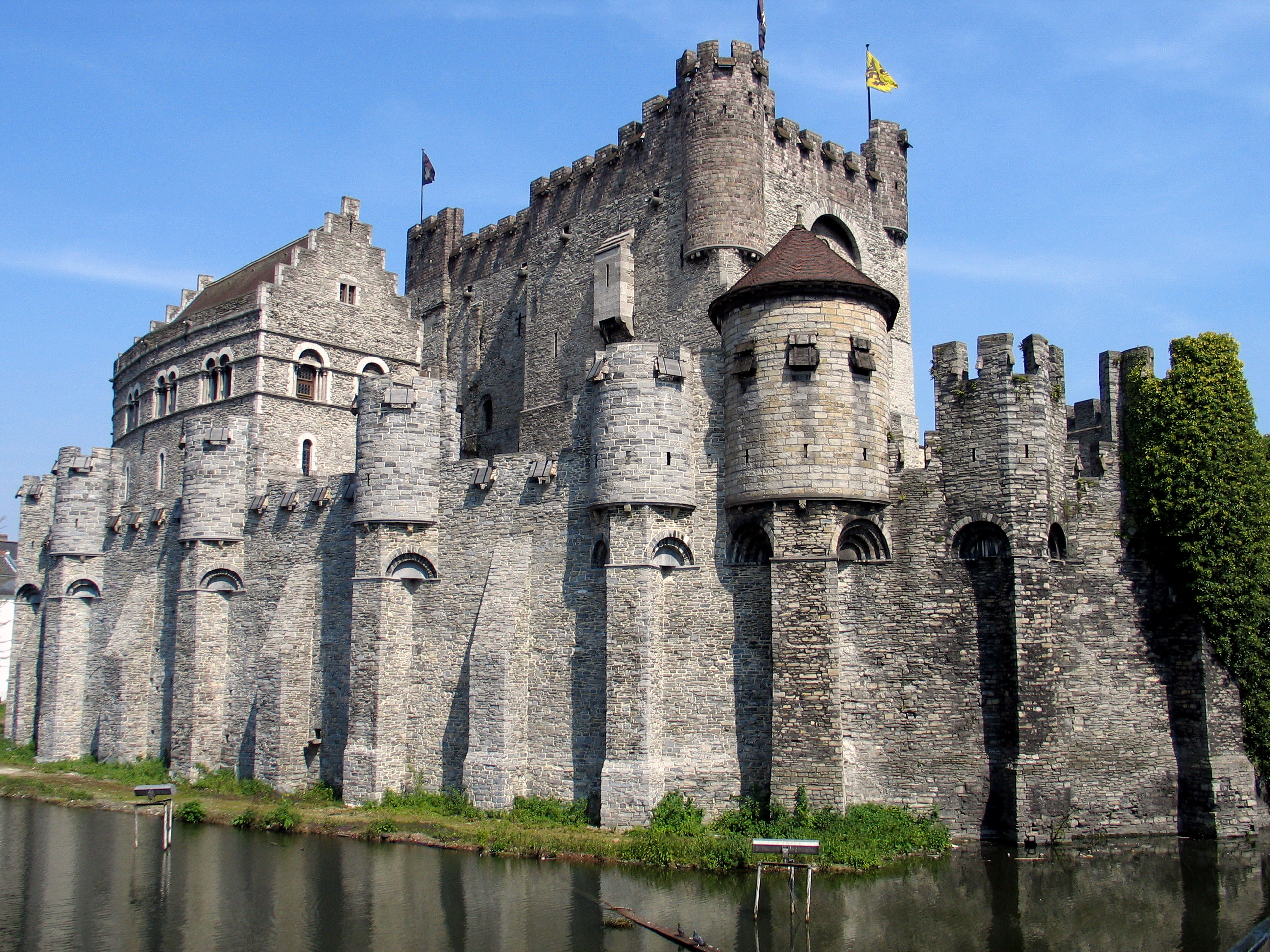
Veduta delle mura col fossato
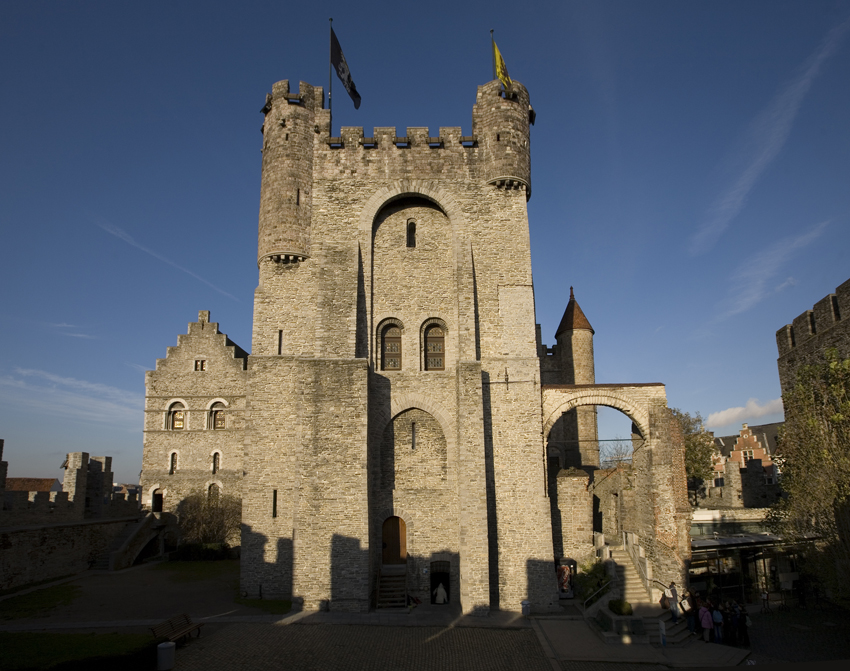
Veduta del mastio
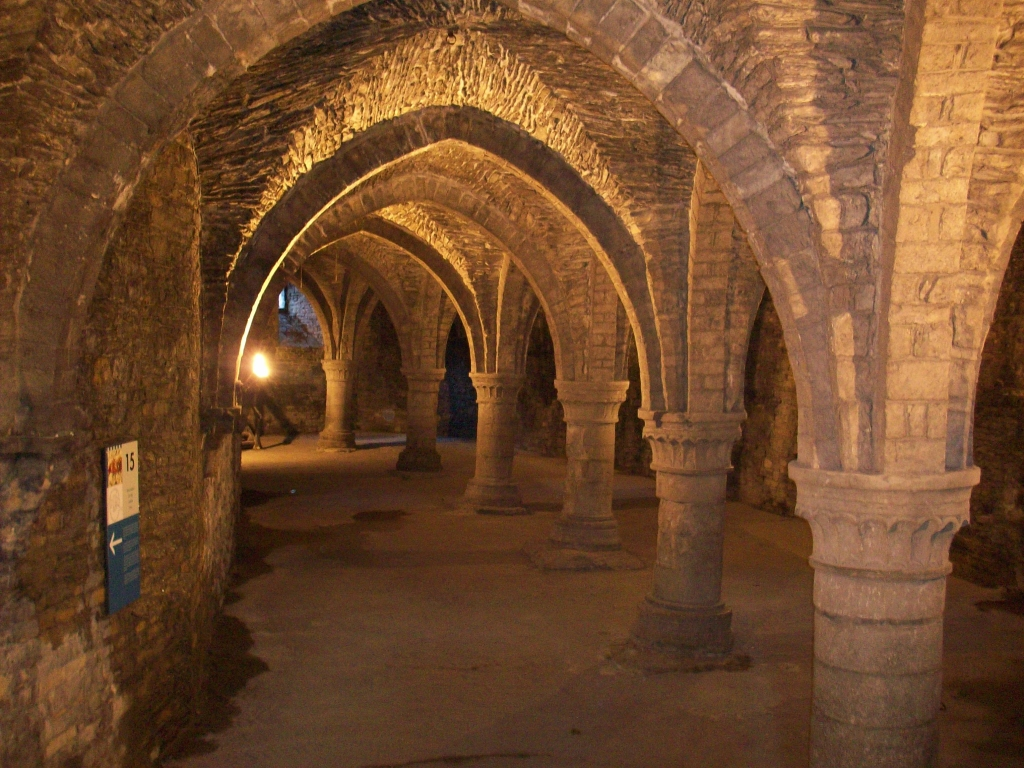
Interno
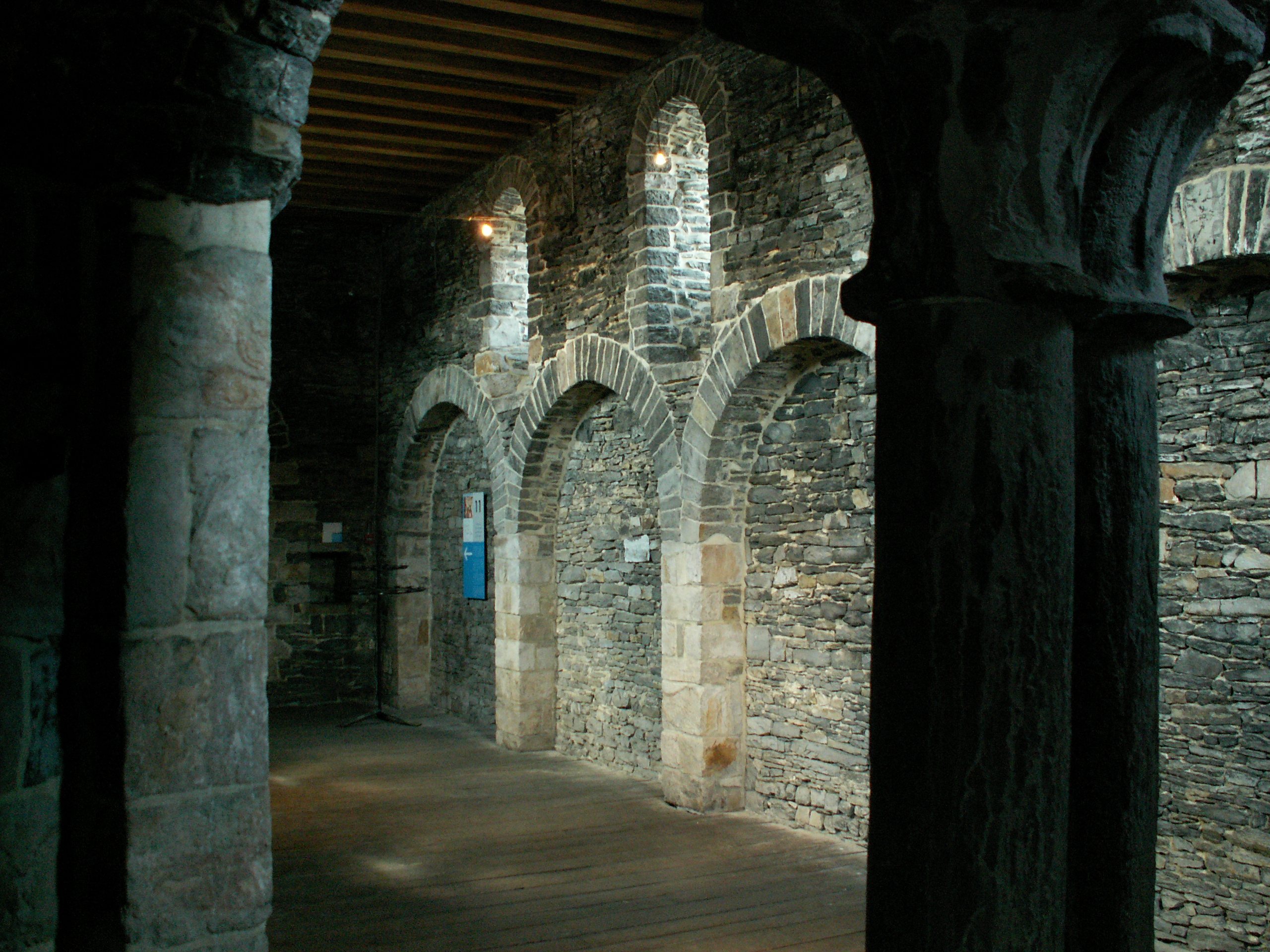
La Cappella